# Liste der Baudenkmale in Boldekow
In der Liste der Baudenkmale in Boldekow sind alle denkmalgeschützten Bauten der Gemeinde Boldekow (Mecklenburg-Vorpommern) und ihrer Ortsteile aufgelistet. Grundlage ist die Veröffentlichung der Denkmalliste des Landkreises Ostvorpommern mit dem Stand vom 30. Dezember 1996.

## Baudenkmale nach Ortsteilen

### Boldekow
| ID | Lage           | Bezeichnung | Beschreibung | Bild           |
| -- | -------------- | --- | --- | -------------- |
|    | Dorfkrug       | Saalanbau | |                |
|    |                | ehem. Pfarrgehöft mit Stallspeicher/Remise, Garten, Umfassungsmauer mit Toranlagen, Hofpflasterung                             | |                |
|    | (Karte)        | Friedhof, Umfassungsmauer mit Toranlagen und hist. Grabzeichen, Grabstelle für Gefallene des Zweiten Weltkrieges, Glockenstuhl | |                |
|    |                | Gutsanlage mit Pferdestall, Maueranlage, Wegführung mit Pflasterung                                                            | 1-gesch. Putzbau mit Krüppelwalmdach; 1533 im Gutsbesitz der Familie von Schwerin, heute Privatbesitz im Umbau |                |
|    | (Karte)        | Kirche | Gotische Saalkirche aus Feldstein vom 13./15. Jahrhundert mit rck. Chor; zerstört im Dreißigjährigen Krieg; Wiederherstellung von 1728, nun mit rundbogigen Fenster und Fachwerk-Westturmaufsatz mit geschweifter Haube; westl. Anbau von 1950; mittelalterlicher Taufstein, barocke Ausstattung vom 18. Jh. mit Kanzelaltar, Kastengestühl und Hufeisenempore; neugotische Kaltschmidt-Orgel von 1852. | Weitere Bilder |
|    |                | Kriegerdenkmal | |                |
|    | Nr. 20 (Karte) | Vorlaubenhaus | |                |
|    | Nr. 45 (Karte) | ehem. Konsum, Schriftzug „Einkaufsquelle“                                                                                      | |                |
|    | Nr. 47 (Karte) | Wohnhaus und Stallspeicher | |                |

### Glien
| ID | Lage  | Bezeichnung                               | Beschreibung | Bild |
| -- | ----- | ----------------------------------------- | ------------ | ---- |
|    |       | Friedhof, Glockenstuhl, hist. Grabzeichen |              |      |
|    | Nr. 4 | Gehöft mit Wohnhaus, Stallscheune         |              |      |

### Putzar
| ID | Lage       | Bezeichnung | Beschreibung | Bild                                                                       |
| -- | ---------- | --- | --- | -------------------------------------------------------------------------- |
|    | Dorfstraße | Pflasterung, Schienenbett der MPSB | |                                                                            |
|    |            | ehem. Meierei/Verwalterhaus (Nr. 6/7/8) | |                                                                            |
|    | (Karte)    | Friedhof, Umfassungsmauer mit Toranlage und Gruftzugang, hist. Grabzeichen                                                                                        | In der Kirche Gruft von 1665 als Erbbegräbnisstätte der Familie von Schwerin, um 1945 geplündert; Grabplatten der Familie von Schwerin im Gutspark am Rand des Friedhofs; vor der Kirche unterirdische Begräbnisstätte. | Friedhof, Umfassungsmauer mit Toranlage und Gruftzugang, hist. Grabzeichen |
|    | (Karte)    | Kirche | Renaissance - Saalkirche von 1560 durch Ulrich von Schwerin; westl. Dachturm von 1705 aus Backstein; Umbau im 18. Jh. Innen: Holzbalkendecke mit Barock - Malerei vom 17. Jh., Renaissance - Kanzelaltar 17. Jh., barocke Patronatsloge und Kirchengestühl und Empore sowie Taufengel von 1721. | Kirche                                                                     |
|    | Nr. 10/11  | Wohnhaus | |                                                                            |
|    | Nr. 41     | Wohnhaus | |                                                                            |
|    | (Karte)    | Schlossanlage: zwei Schlossruinen, Wirtschaftsgebäude, Park mit Umfassungsmauer und Toranlage sowie Brücke, Gartenmauer mit Toranlage, Wegführung mit Pflasterung | Ruine des 2-gesch. Herrenhauses (Ulrichsbau) von um 1550 aus Feldstein für Großhofmeister Ulrich von Schwerin, Abbruch des Obergeschosses von 1785; ruinöser, 2-gesch. Joachimsbau von um 1580 für den Sohn Joachim von Schwerin mit Aufstockung von 1753; nach 1945 Wohnhaus, dann Lager bis 1970: Einsturz des Dachstuhls. Neue Parkgestaltung von ab 1840 bis 1880, Sanierung seit ab um 2000 nach Plänen von Stefan Pulkenat; bemerkenswerte Einzelbäume vorh. |                                                                            |

### Zinzow
| ID | Lage    | Bezeichnung                          | Beschreibung | Bild             |
| -- | ------- | ------------------------------------ | --- | ---------------- |
|    |         | Friedhof, Erbbegräbnis, Zugangsallee | |                  |
|    | (Karte) | Schloss und Park                     | Neobarocke, 2-gesch., 9 bzw. 11-achsiger Putzbau von ab 1907 mit Mansarddach, Sockelgeschoss und beidseitigem Mittelrisalit für Maximilian M. Georg Graf von Schwerin; 14 ha umfassender Landschaftspark; Gutsbesitz bis 1945 der Familie von Schwerin, ab 1945 Wohnhaus, 1997 Umbau als Ferienwohnungen. | Schloss und Park |
|    | (Karte) | Schnapsbrennerei                     | 2/3-gesch. Gutsbrennerei als sanierter Klinkerbau auf Feldsteinsockel | Schnapsbrennerei |

## Quelle
- Bericht über die Erstellung der Denkmallisten sowie über die Verwaltungspraxis bei der Benachrichtigung der Eigentümer und Gemeinden sowie über die Handhabung von Änderungswünschen (Stand: Juni 1997; PDF, 934 kB)

- Karte mit allen Koordinaten:
- OSM |
- WikiMap